# Micreremites polygramma
Micreremites polygramma är en fjärilsart som beskrevs av George Francis Hampson. Micreremites polygramma ingår i släktet Micreremites och familjen nattflyn. Inga underarter finns listade i Catalogue of Life.